# 布蘭特·斯內德克
布蘭特·斯內德克（Brandt Snedeker，1980年12月8日—）是一位美國職業高爾夫球選手。目前他主要參加PGA巡迴賽賽事。他在2007年獲得了PGA巡迴賽的最佳新人獎。并且已經獲得過一個PGA巡迴賽的賽事冠軍。

## 外部連結
- PGA巡迴賽網站上的介紹 （页面存档备份，存于）